# Rock and Rail
Die Rock and Rail LLC (AAR reporting mark: RRRR), früher Rock and Rail Inc., ist eine Local Railroad-Eisenbahngesellschaft im US-Bundesstaat Colorado. Die Gesellschaft betreibt mit 4 Mitarbeitern die 18,9 Kilometer lange Strecke von Parkdale (Colorado) nach Cañon City durch die Royal-Gorge-Schlucht. Daneben besitzt die Gesellschaft Streckenrechte auf den Strecken der BNSF und der UP von Cañon City nach Pueblo und eine Verladestation bei Kelker bei Colorado Springs. Insgesamt besitzt das in Cañon City beheimatete Unternehmen Streckenrechte von 95 Kilometer.

## Geschichte

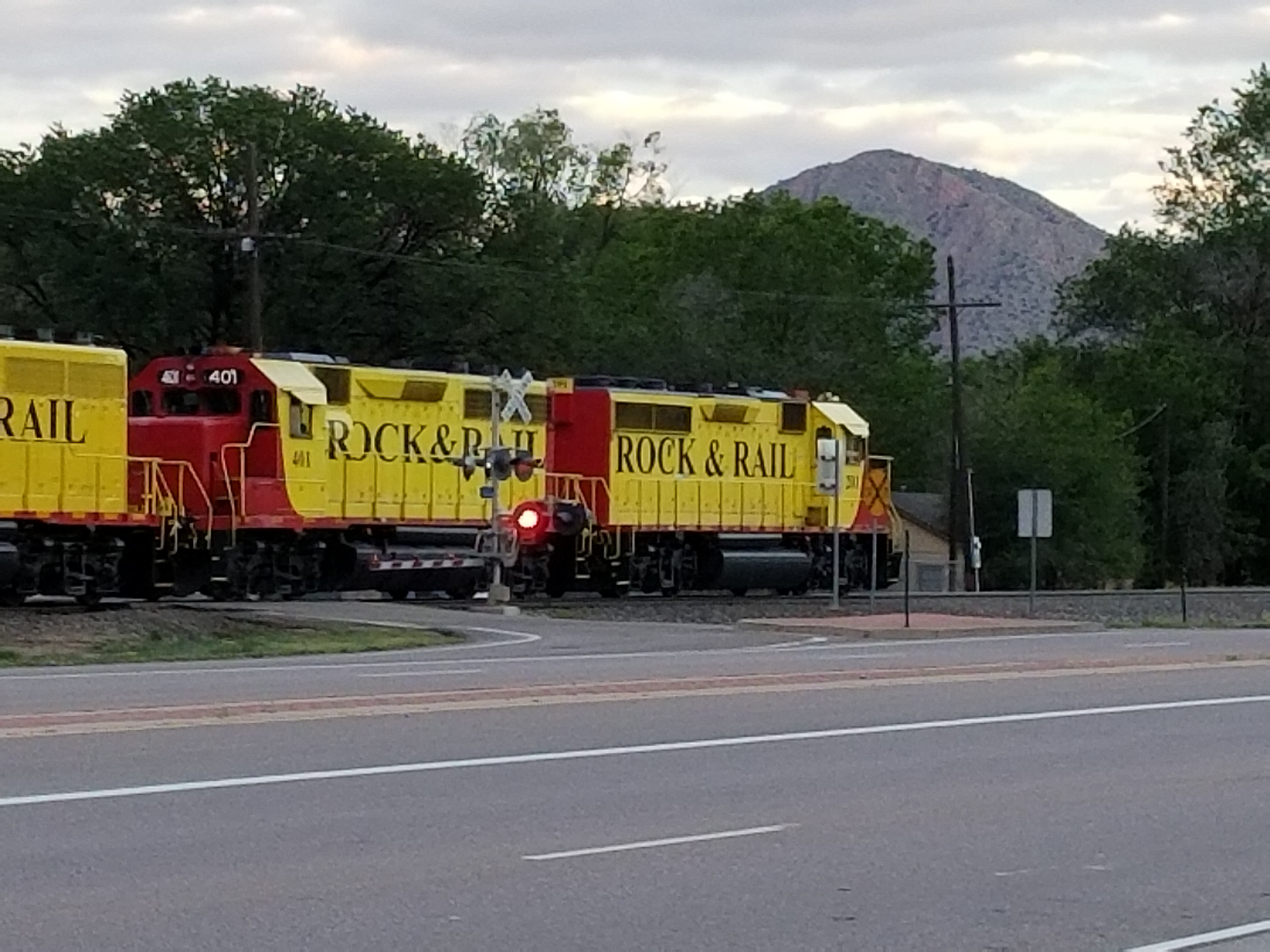
EMD GP40-2-Diesellokomotiven der Rock & Rail

Im Rahmen der Fusion der Union Pacific Railroad mit der Southern Pacific Transportation wurde durch die UP die Strecke über den Tennessee Pass durch die River Gorge-Schlucht stillgelegt, da die Verbindung über die Moffat Route und den Dotsero Cutoff wirtschaftlicher war. Im Juli 1998 erwarb die Royal Gorge Express die Strecke von Canon City bis zum Milepost 171.90 bei Parkdale. Royal Gorge Express wurde als gemeinsame Gesellschaft der Rock and Rail Inc. und der Touristenbahn Canon City Royal Gorge Railroad gegründet. Die von William H. Fehr und Mitch Albert gegründete Rock and Rail Inc. konnte damit den Abtransport der Zuschlagsstoffe aus dem Steinbruch ihres Unternehmens Agile Stone Systems Inc., heute Front Range Aggregates, bei Parkdale sichern. Im April 1999 erwarb die Gesellschaft von der BNSF Streckennutzungsrechte für den Abschnitt Canon City–Pueblo und im Juni 1999 einen Anschluss zu einer Verladestation bei Kelker an der Bahnstrecke der BNSF Railway von Colorado Springs nach Pueblo.
Ende 2015 erwarb das Baustoffunternehmen Martin Marietta Materials (MMM) die Rock & Rail LLC. MMM besitzt in Texas mit der Alamo North Texas Railroad und der Alamo Gulf Coast Railroad zwei weitere Bahngesellschaften.

## Fahrzeugpark
Der Fahrzeugpark besteht aus fünf Lokomotiven von Electro Motive Division der Baureihen GP 40-2 (Nr. 201), GP 30 (Nr. 301), GP 40 (Nr. 401), GP 39-2 (Nr. 2372) und GP 38 (Nr. 2795). Die beiden letzteren Lokomotiven sind angemietet.